# Abydos (Égypte)
Pour les articles homonymes, voir Abydos.
Abydos (en égyptien ancien : Abdjou) est une ville de l'Égypte antique, située dans le nome Thinite (VIIIe nome de Haute-Égypte), dans le sud du pays, à 91 km au nord-ouest de Louxor. implanté sur la rive occidentale du Nil et en bordure du désert de Libye, ce site archéologique couvre une superficie de plus de 8 km2. Les vestiges abydéniens sont datés de toutes les phases de l'histoire de l'Égypte antique.
Du point de vue religieux, Abydos est le principal lieu de culte d'Osiris, le plus populaire des dieux funéraires. Selon le mythe, le dieu a été dépecé par son frère Seth et les prêtres du lieu se sont vu confier la garde de la tête d'Osiris conservée dans un reliquaire. Plusieurs lieux de culte sont dédiés au dieu et les vastes cimetières qui se sont développés autour de la ville démontrent le fait, qu'en plus de la population locale, des Égyptiens non-locaux ont décidé d'édifier là leurs tombes ou leurs monuments funéraires. Abydos serait également le lieu de culte de Khentamentiou (plus tard supplanté par le culte d'Osiris), d'Oupouaout et d'Anubis.
Durant la période prédynastique et la période thinite, Abydos semble principalement fonctionner comme un centre funéraire satellite à la ville de This. L'importance d'Abydos dépasse toutefois le stade de simple centre funéraire régional. Pour preuve, les souverains des Ire et IIe dynasties ont fait le choix de s'y faire inhumer. Par la suite, durant l'Ancien et le Moyen Empire, Abydos se présente comme un centre religieux de grande importance. Les monuments abydéens les plus fameux et les mieux préservés sont datés du Nouvel Empire. Il s'agit du temple funéraire de Séthi Ier et de celui  de son fils, Ramsès II. Parmi les plus anciens monuments figurent l'enceinte funéraire du pharaon Khâsekhemouy (Chounet el-Zébib) et l'enceinte dite du Kom es-Sultan où est localisée la ville ancienne et le principal temple dédié à Osiris. Toutefois, la majeure partie du site demeure cachée par le sable ; un fait qui transparaît dans le nom moderne du lieu : Araba el-Madfuna « Araba l'enterrée ».
Le site a été proposé en 2003 pour une inscription au patrimoine mondial de l’Unesco et figure sur la « liste indicative » de l’Unesco dans la catégorie patrimoine culturel.

## Toponyme
Abydos est la forme grecque du toponyme égyptien Abdjou. Les Anciens Grecs l'ont ainsi nommée en référence à la colonie milésienne d'Abydos (en grec Ἄβυδος / Ábudos) située en Troade, sans doute par rapprochement phonétique avec le toponyme égyptien. Dans les textes égyptiens, le nom de la ville est souvent accompagné de celui de son nome Ta Our « grande terre » dans l'expression Ta-Our Abdjou « Abydos de la grande terre ». Au Nouvel Empire, le nom du nome (région) sert parfois à désigner la seule ville pour marquer son importance sur le plan religieux.
Dans l'écriture hiéroglyphique, le terme Abdjou, en forme longue, s'écrit avec le phonogramme ab qui représente un ciseau ou un poinçon ; le phonogramme b (pied) ; l'idéogramme djou qui représente deux collines encadrant un oued ; le phonogramme ou (poussin de caille) et le déterminatif des noms de lieux habités (respectivement les glyphes U23, D58, N26, G43 et O49 de la classification de Gardiner). En forme courte, les variantes peuvent omettre le phonogramme du poussin, voire les deux phonogrammes du pied et du poussin mais aussi remplacer le déterminatif des localités par celui des nomes qui représente une parcelle de terre cultivée (glyphe N24),.
| U23 | D58 | N26 | G43 | O49 |

| U23 | D58 | N26 | G43 | O49 |

| U23 | D58 | N26 | O49 |

| U23 | D58 | N26 | O49 |

| U23 | N26 | O49 |

| U23 | N26 | O49 |

| U23 | N26 | N24 |

| U23 | N26 | N24 |

| N16 | G36 · D21 | R18 |

| N16 | G36 · D21 | R18 |

| P5 | G36 · D21 | O49 |

| P5 | G36 · D21 | O49 |

| R17 |

| R17 |

| U23 | D58 | N26 | G43 | O49 |

| U23 | D58 | N26 | G43 | O49 |

| U23 | D58 | N26 | O49 |

| U23 | D58 | N26 | O49 |

| U23 | N26 | O49 |

| U23 | N26 | O49 |

| U23 | N26 | N24 |

| U23 | N26 | N24 |

| N16 | G36 · D21 | R18 |

| N16 | G36 · D21 | R18 |

| P5 | G36 · D21 | O49 |

| P5 | G36 · D21 | O49 |

| R17 |

| R17 |

## Ville sainte

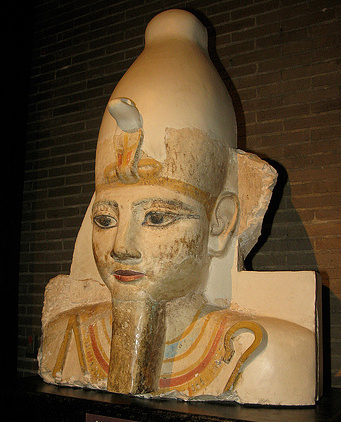
Fragment d'une statue colossale découverte à Abydos - - Penn Museum.

Durant la période pharaonique, Abydos est un centre administratif et économique d'une certaine importance. Mais la ville est bien plus perçue comme une terre sacrée, vouée à Osiris, le dieu des morts. Sur le plan national, le statut de la ville est ambivalent. D'un point de vue politique, Abydos tient le rang d'une simple ville de province. Durant l'Histoire, elle n'a jamais égalé le statut prestigieux de Memphis et de Thèbes. Cependant, dans une perspective plus large — à la fois civilisationnelle, religieuse et culturelle — Abydos surpasse toutes les autres villes du pays par sa valeur symbolique.
Cette ambivalence se reflète dans la richesse de son temple. En termes d'effectifs, de possessions agricoles et de dotations royales, le temple n'est pas l'égal des grands sanctuaires nationaux (Thèbes, Memphis et Héliopolis), mais de ceux des autres temples provinciaux. Malgré ce rang modeste, d'autres indications, surtout les textes funéraires, révèlent que la valeur symbolique du territoire abydénien surpasse celle de toutes les autres villes. Pris ainsi, Abydos n'est égalée que par Héliopolis, la ville de Rê, le dieu solaire.
Il va de soi que ces textes funéraires, vis-à-vis d'Abydos, ont connu d'importantes modifications selon les époques. Mais de très fortes continuités sont décelables. Bien que pour la plupart des Égyptiens le passage vers l'éternité soit assuré par des rites funéraires locaux, ces rites sont considérés comme équivalents entre eux et, en quelque sorte intégrés dans un processus funéraire d'une portée plus nationale. En ce sens, le défunt navigue vers Abydos qui, en tant que centre cultuel d'Osiris, est le principal accès à l'Au-delà. Ce monde des morts est à la fois liminal, souterrain et céleste. Ainsi, selon les textes des sarcophages, les Égyptiens s'imaginent arriver à Abydos afin de traverser les portails de Geb, le dieu de la terre. Arrivés dans le monde souterrain, ils sont capables d'accéder au ciel étoilé, devenus identiques à une étoile circumpolaire. En passant par Abydos, même par un rite symbolique, le défunt espère connaître une bonne destinée post-mortem, la paix dans le cœur à l'instar d'Osiris.

## Description générale du site
À vol d'oiseau, Abydos est située à onze kilomètres au sud-ouest de la petite ville d'El-Balyana et à quatre-vingt-onze kilomètres au nord-ouest de Thèbes (Louxor), dans l'actuel Gouvernorat de la Nouvelle-Vallée, en Haute-Égypte. C'est un site archéologique considérable où de nombreux vestiges de l'époque pharaonique sont dispersés sur une superficie de plus de huit kilomètres carrés (huit cents hectares). Abydos est placée en lisière du désert de Libye avec la plaine agricole, à environ quinze kilomètres du Nil, sur la rive occidentale. De ce fait, la plupart des vestiges se trouvent dans les sables du désert, tandis que d'autres sont cachés par les alluvions du Nil. Durant les quatre premiers millénaires avant notre ère, Abydos a grandement profité des activités architecturales des anciens Égyptiens. Des temples divins, des temples funéraires, des tombes royales, des cénotaphes et des chapelles ont été édifiées sur son territoire par de nombreux pharaons et particuliers. Comme sur d'autres sites égyptiens, la plupart des vestiges d'Abydos ont soit été engloutis par les sables, soit démantelés et recouverts par des constructions ultérieures.
De par sa vaste étendue, Abydos se divise en trois grands secteurs archéologiques : le secteur nord (Abydos-Nord), le secteur central et le secteur sud (Abydos-Sud). Le secteur nord intègre le noyau urbain ancien, le Kom es-Sultan, le temple d'Osiris, la nécropole de Oumm el-Qa'ab, des enceintes funéraires thinites, le cimetière nord et le cimetière central. Abydos-Sud représente l'expansion maximale du site, avec l'aménagement des complexes funéraires des pharaons Sésostris III et Ahmôsis Ier. Entre les deux, le secteur central est connu des touristes grâce au fameux grand temple d'Abydos, localement le mieux préservé des monuments et aussi connu sous le nom de temple funéraire de Séthi Ier. Non loin de là se trouvent les vestiges non encore fouillés du temple de Ramsès Ier et la partie inférieure des murs du temple de Ramsès II.

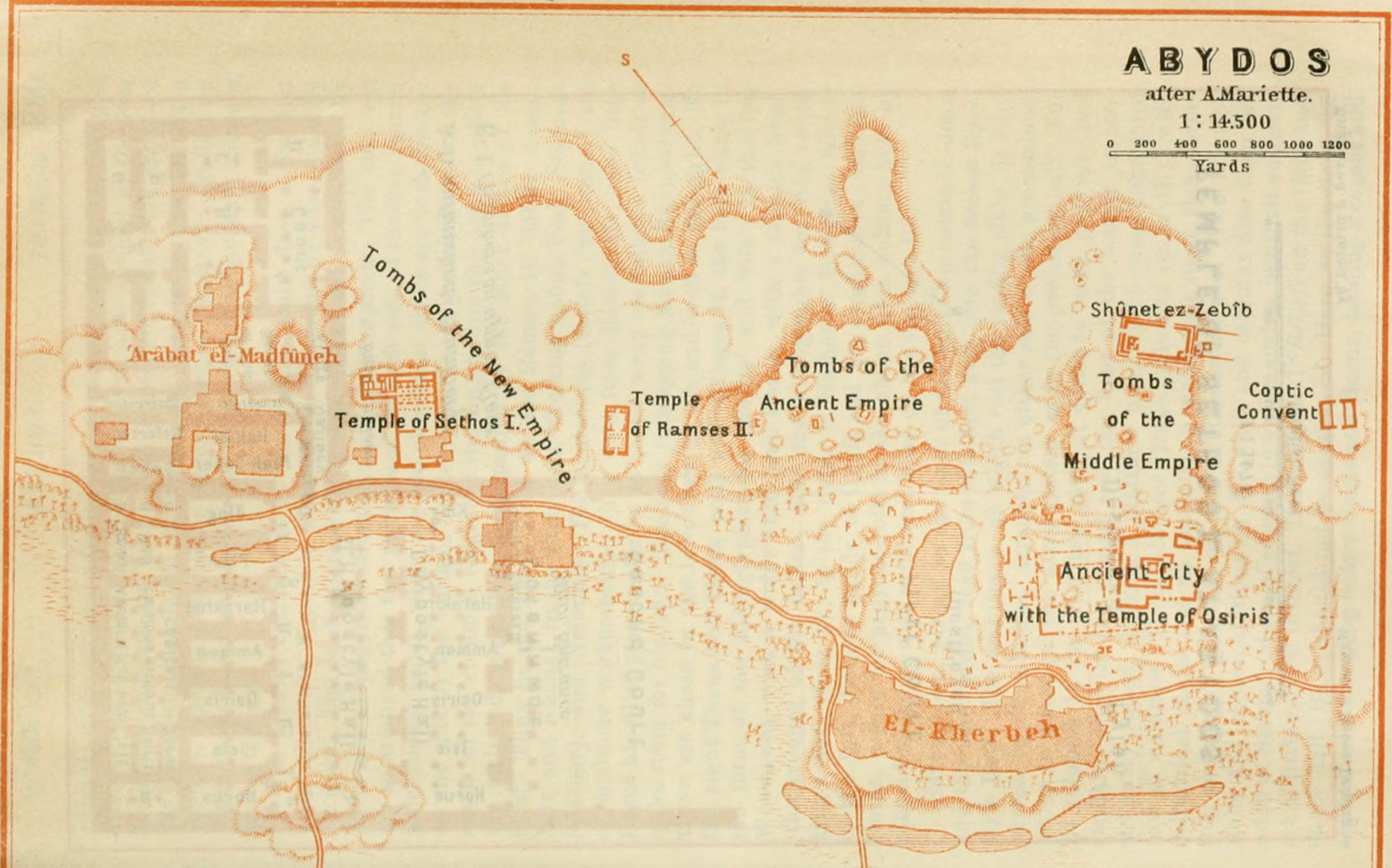
Carte du site archéologique d'Abydos figurant les secteurs Nord et Central - 1914.

## Historique des fouilles archéologiques

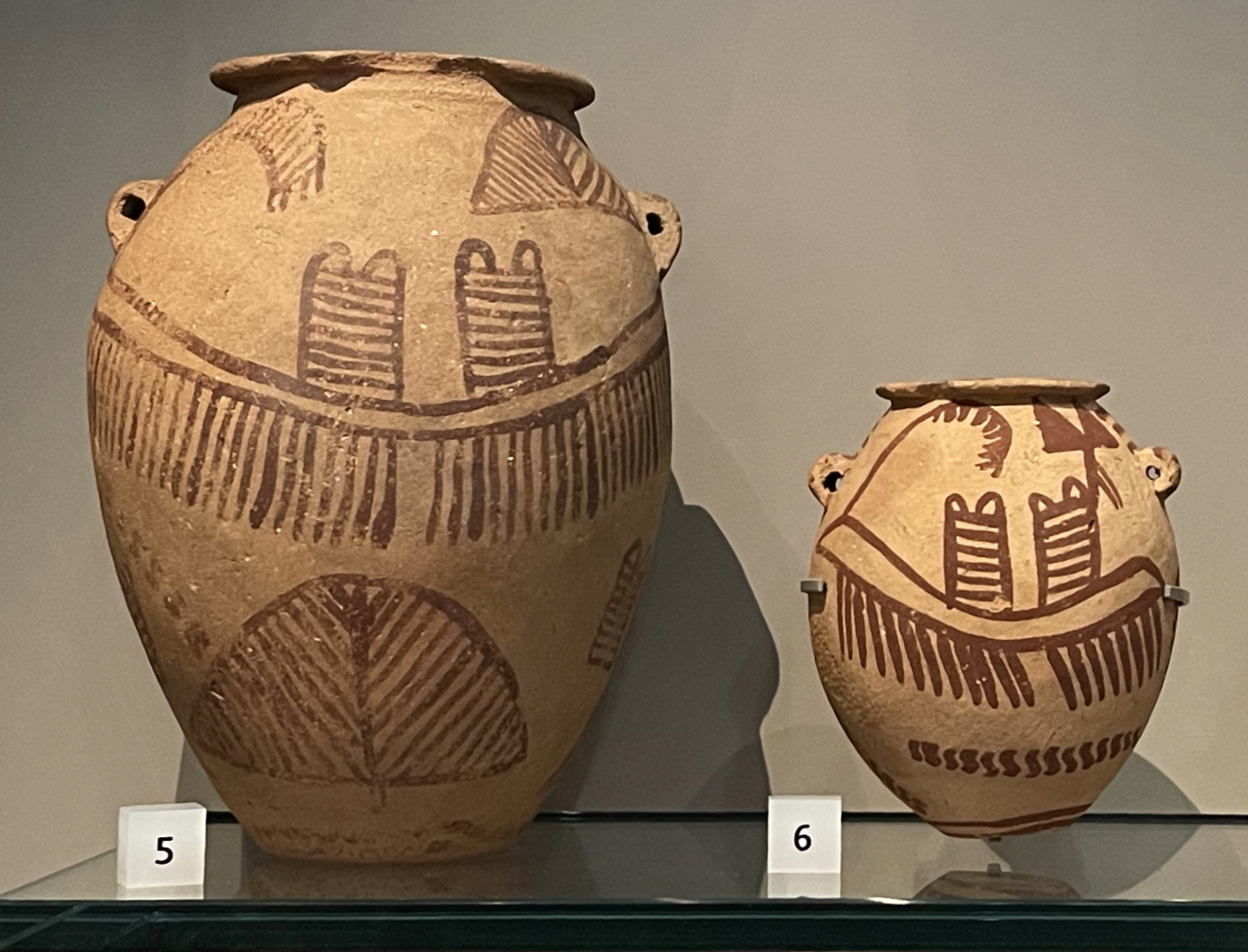
Jarres en céramique, Abydos - Prédynastique, ca. 3500-3200 BC (culture Nagada II) - Musée national d'Écosse, Édimbourg.

Les principales fouilles du site sont les suivantes :
- 1858-1877 : dix-huit années de fouilles d'Auguste Mariette dans les temples du Nouvel Empire et dans les nécropoles d'Abydos[10],
- 1894-1898 : fouilles d'Émile Amélineau dans la nécropole d'Oumm el-Qa'ab,
- 1899-1903 : fouilles de William Flinders Petrie dans la nécropole d'Oumm el-Qa'ab, les enclos funéraires et Kom es-Sultan,
- 1909-1913 : fouilles de Henri Édouard Naville et Thomas Eric Peet dans les nécropoles d'Abydos dont Oumm el-Qa'ab,
- 1921-1922 : nouvelles fouilles de William Flinders Petrie dans les enclos et les tombes royales,
- depuis 1967 : fouilles de David O'Connor, puis à partir de 2017 de Matthew Adams, dans les enclos et Kom es-Sultan,
- depuis 1973 : fouilles allemandes (Kaiser puis Günter Dreyer) dans la nécropole d'Oumm el-Qa'ab,
- depuis 1993 : fouilles de Stephen Harvey dans le complexe d'Ahmôsis Ier,
- depuis 1994 : fouilles de Josef Wegner dans le complexe funéraire de Sésostris III puis dans la nécropole adjacente de la IIIe dynastie et de la Deuxième Période intermédiaire.

## Secteur nord

### Centre urbain (Kôm es-Sultan)
(Coordonnées géographiques : 26° 11′ 36″ N, 31° 54′ 42″ E)

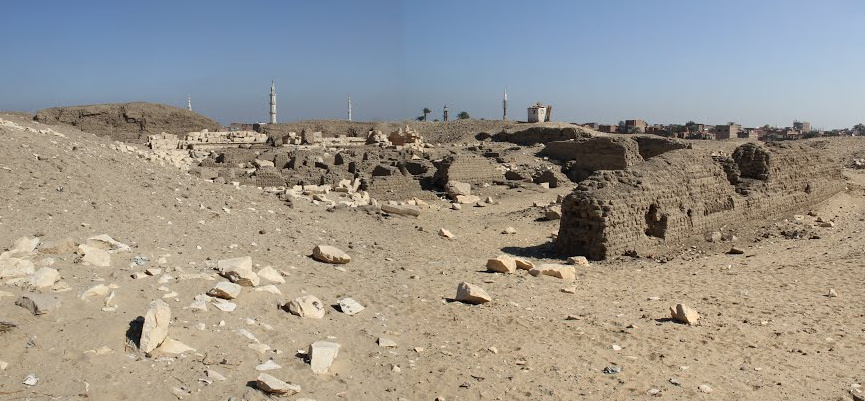
Vue sur le Kôm es-Sultan à Abydos.

Abydos-nord est le principal site où sont attestés localement les plus anciennes activités sédentaires humaines. La ville antique est adjacente au village moderne de Beni Mansour (anciennement El-Kerbeh) et s'étend probablement aussi sous lui. Abydos devait se présenter sous la forme d'un kôm, ou ville-colline, culminant à une hauteur de douze mètres près du désert. Son aire rectangulaire peut être estimé à environ 300 × 200 m de côtés. Il est aussi probable qu'Abydos ait été entourée d'une épaisse muraille en briques crues. Un mélange de constructions de différentes époques postérieures au Nouvel Empire, ainsi que l'activité des Sebakhin (creusement du sol à la recherche d'engrais naturels), ont fortement perturbé le kôm. Il y a toutefois l’exception de l'angle occidental, recouvert par une énorme butte sillonnée de murs et appelée du nom arabe de Kôm es-Sultan, ou « coline du souverain ».
En 1902-1903, Flinders Petrie découvre les maigres restes d'habitations des périodes prédynastique et thinite à l'occasion des premières fouilles archéologiques. Toutefois, malgré les nombreuses fouilles entreprises depuis, la plus grande partie de la ville archaïque demeure recouverte des vestiges des époques suivantes et en dessous de la nappe phréatique.
Malgré toutes ces détériorations, Abydos et plus largement le nome thinite contribuent à la compréhension de l'urbanisme égyptien. Durant les temps préhistoriques, le nome est parsemé de nombreux petits hameaux en bordure du désert. Cependant, vers -3000, on assiste a un déplacement des populations vers la plaine du Nil, et à un mode d'habitation moins diffus. Thinis et Abydos sont probablement les deux principales localités.
En 1991-1992, des fouilles conduites par David O'Connor et Matthew Adams ont permis de mieux appréhender le centre urbain tel qu'il se présentait durant la fin de l'Ancien Empire, la Première Période intermédiaire et le début du Moyen Empire. Près du temple tardif, une surface de quelque huit hectares a été décapée et un quartier de neuf logements individuels a été révélé. Les maisons sont construites en briques crues. Malgré une grande différence de taille et de plan interne, la régularité de l'agencement est évidente car chaque maison est orientée de manière similaire aux autres. La fonction de beaucoup pièces est déterminée avec précision (boulangerie, parc pour animaux, atelier, etc.). L'habitat est dense. Les maisons sont agglutinées entre elles et certaines partagent des portions de mur. Les ouvertures donnent sur des ruelles étroites et irrégulières, loin du plan orthogonal des villes de pyramide comme à El-Lahoun.

### Temple d'Osiris-Khentyamentyou

#### Archéologie
(Coordonnées géographiques : 26° 11′ 32″ N, 31° 54′ 41″ E)

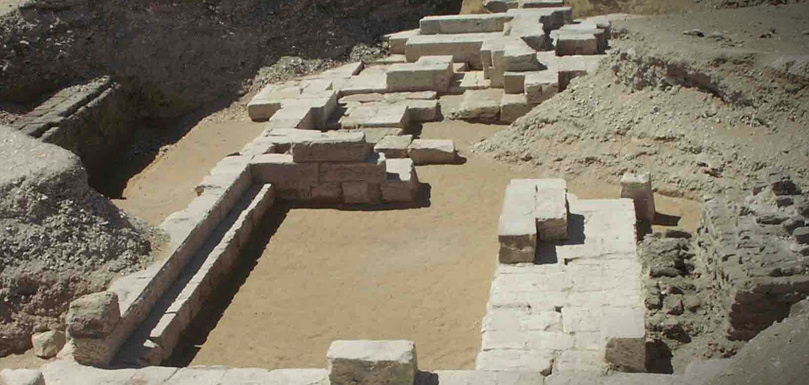
Vestiges du temple d'Osiris à Abydos lors d'une prospection archéologique. Niveau daté du Nouvel Empire.

Les fouilles conduites par Flinders Petrie au début du XXe siècle ont permis de localiser, avec plus ou moins de précision, le temple urbain sur le Kôm es-Sultan. Là, des éléments postérieurs au troisième millénaire ont subsisté, car la zone cultuelle, bien que souvent rasée et reconstruite au cours du temps, a conservé un niveau de sol inférieur au Kôm environnant. Petrie a ainsi pu étudier la succession des strates après déblaiement du terrain, et constater l'existence de plusieurs structures cultuelles superposées, chaque structure étant particulièrement bien arasée. La datation de ces bâtiments disparus débute à l'Ancien Empire et se poursuit sous les Moyen et Nouvel Empires, pour finir sous la XXVIe dynastie. Immédiatement adjacents, au sud-est, subsistent les vestiges d'un long temple dédié à Osiris par le pharaon Nectanébo Ier de la XXXe dynastie.
Toutes ces structures rasées ont été interprétées par Petrie comme étant les différents états du temple d'Osiris-Khentyamentyou. Cette explication a longtemps été retenue, mais une autre explication s'est faite jour. Pour David O'Connor et d'autres, ces arasements ne concernent pas directement le temple mais plutôt des chapelles funéraires royales sises près du temple. Ces chapelles sont des structures indépendantes du temple et ont abrité des statues royales afin que les souverains défunts participent à la redistribution des offrandes. De ce fait, les strates anciennes du temple d'Osiris, plusieurs fois rasé et reconstruit, reposeraient uniquement sous les vestiges du temple construit par Nectanébo et non pas tout autour de lui. Totalement démantelé, ce temple se présente comme une ruine de surface large de quarante mètres et longue de cent-seize mètres ; incluant un pylône, une large cour et le sanctuaire proprement dit. Des fouilles récentes (2002-2004) conduites par Michelle Marlar dans la partie arrière de ce bâti semblent confirmer cette seconde interprétation. Les vestiges de deux strates architecturales superposées ont été découverts. La strate supérieure appartient à la XXXe dynastie, tandis que la strate plus ancienne appartient vraisemblablement au Nouvel Empire. Des inscriptions datées des pharaons de la XVIIIe dynastie ont été trouvées sur des blocs réutilisés lors de la seconde phase. Ces blocs proviennent probablement de la strate ancienne, aussi est-il possible de suggérer qu'un temple dédié à Osiris s'élevait là à cette époque.

#### Historique

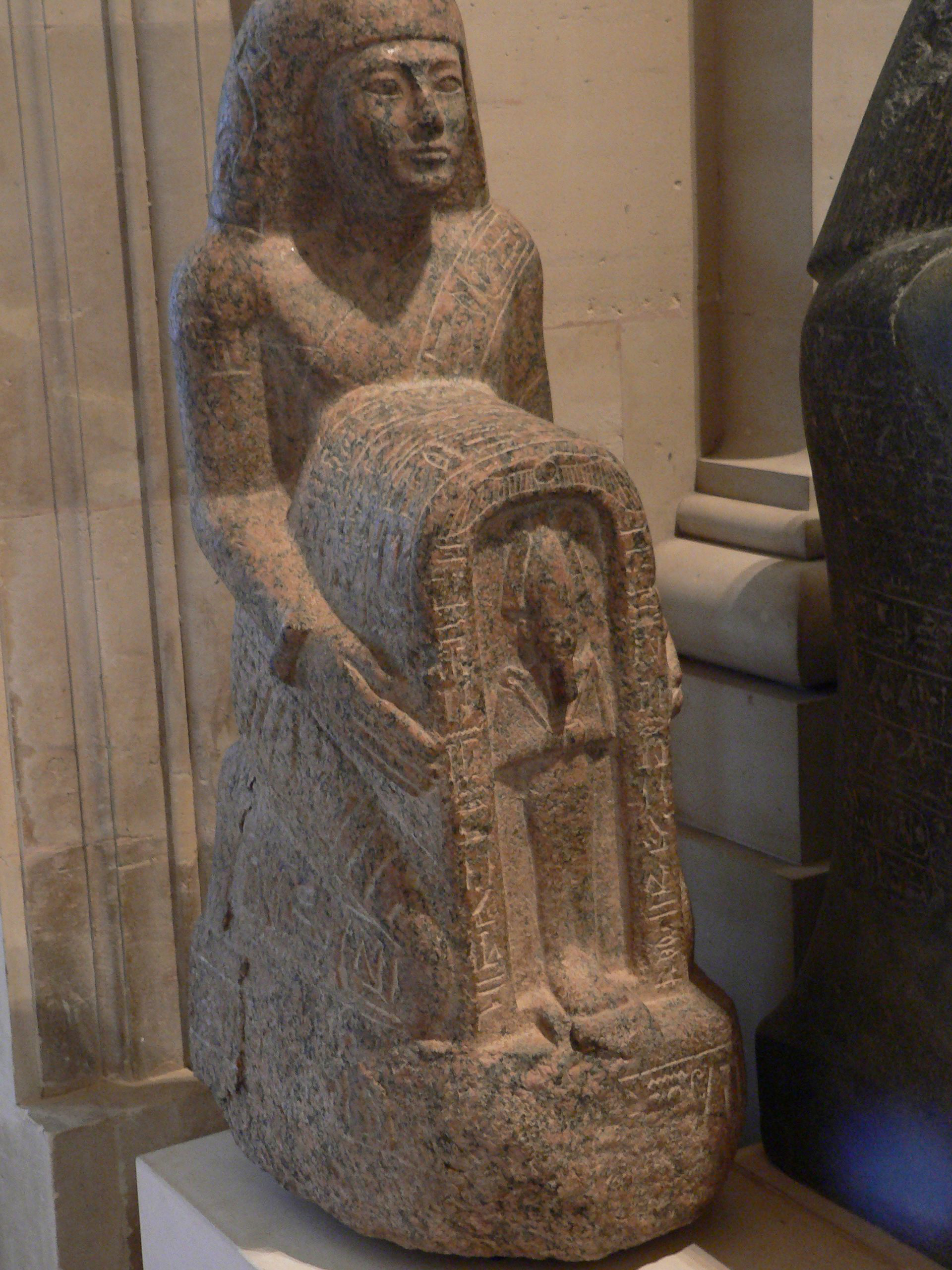
Statue d'un porteur de naos : Youyou, grand-prêtre d'Osiris en Abydos - - Musée du Louvre.

Par le recoupement des différentes découvertes archéologiques et épigraphiques réalisées depuis plus d'un siècle et demi à Abydos et ailleurs, il est possible de reconstituer dans les grandes lignes l'histoire du temple abydénien. Aux époques prédynastique et thinite, le temple est dédié au dieu canin Khentyamentiou, « celui qui préside aux Occidentaux » (c'est-à-dire aux morts). Il s'agit d'une divinité psychopompe dont le rôle est d’accueillir les défunts à l'ouest du Nil, là où meurt chaque soir le soleil.
Vers la fin de l'Ancien Empire, avec l'apparition du culte d'Osiris sous la Ve dynastie, l'antique Khentyamentyou commence à être assimilé à cette nouvelle divinité funéraire. Il est probable que le temple construit durant l'Ancien Empire (sous la Ve ou la VIe dynastie) traverse toute la Première Période intermédiaire sans être reconstruit. Ce genre d'initiative royale est plutôt rare durant cette période de morcellement politique.
Après la réunification du royaume par Montouhotep II, lui et son successeur Montouhotep III font édifier des chapelles funéraires dans les parages de l'ainsi dénommé « temple d'Osiris-Khentyamenyou ». Peu après les débuts de la XIIe dynastie, l'ancien temple est rasé et entièrement reconstruit à neuf au même endroit. Ce fait est indirectement confirmé par des stèles érigées par des courtisans de Sésostris Ier,. Plus tard, le pharaon Khendjer (XIIIe dynastie) affirme avoir fait nettoyer et rénover le temple reconstruit par son lointain prédécesseur en rafraîchissant la décoration pariétale. Cet édifice remanié parvient indemne jusqu'au début de la XVIIIe dynastie, époque où il est à nouveau rasé et reconstruit. De nombreux fragments de statues et de reliefs confirment les pieuses activités des souverains du Moyen Empire : Sésostris Ier, Sésostris II, Amenemhat III, mais aussi les plus obscurs : Khâsekhemrê Neferhotep, Khendjer et Khâneferrê Sobekhotep. Des officiels de haut rang sont envoyés en Abydos sur ordre royal afin de faire profiter le temple de riches dotations à l'occasion des mystères ; comme le confirment des stèles du genre de celle d'Ikhernofret.
Il est fort probable que l'édifice daté du Moyen Empire ait été rasé et reconstruit dans les débuts du Nouvel Empire. Pour autant, aucun renseignement textuel est connu jusqu'à présent. Cependant, il est certain que le sanctuaire continue à bénéficier des largesses royales, notamment sous les règnes d'Amenhotep Ier, Thoutmôsis Ier, Thoutmôsis II, Thoutmôsis III et Amenhotep III,. Le temple du Nouvel Empire existe probablement toujours quand il est remanié sous la XXVIe dynastie, avant d'être totalement reconstruit sous les pharaons Nectanébo Ier et Nectanébo II de la XXXe dynastie.

### Oumm el-Qa'ab

#### Nécropole royale
(Coordonnées géographiques : 26° 10′ 30″ N, 31° 54′ 28″ E)

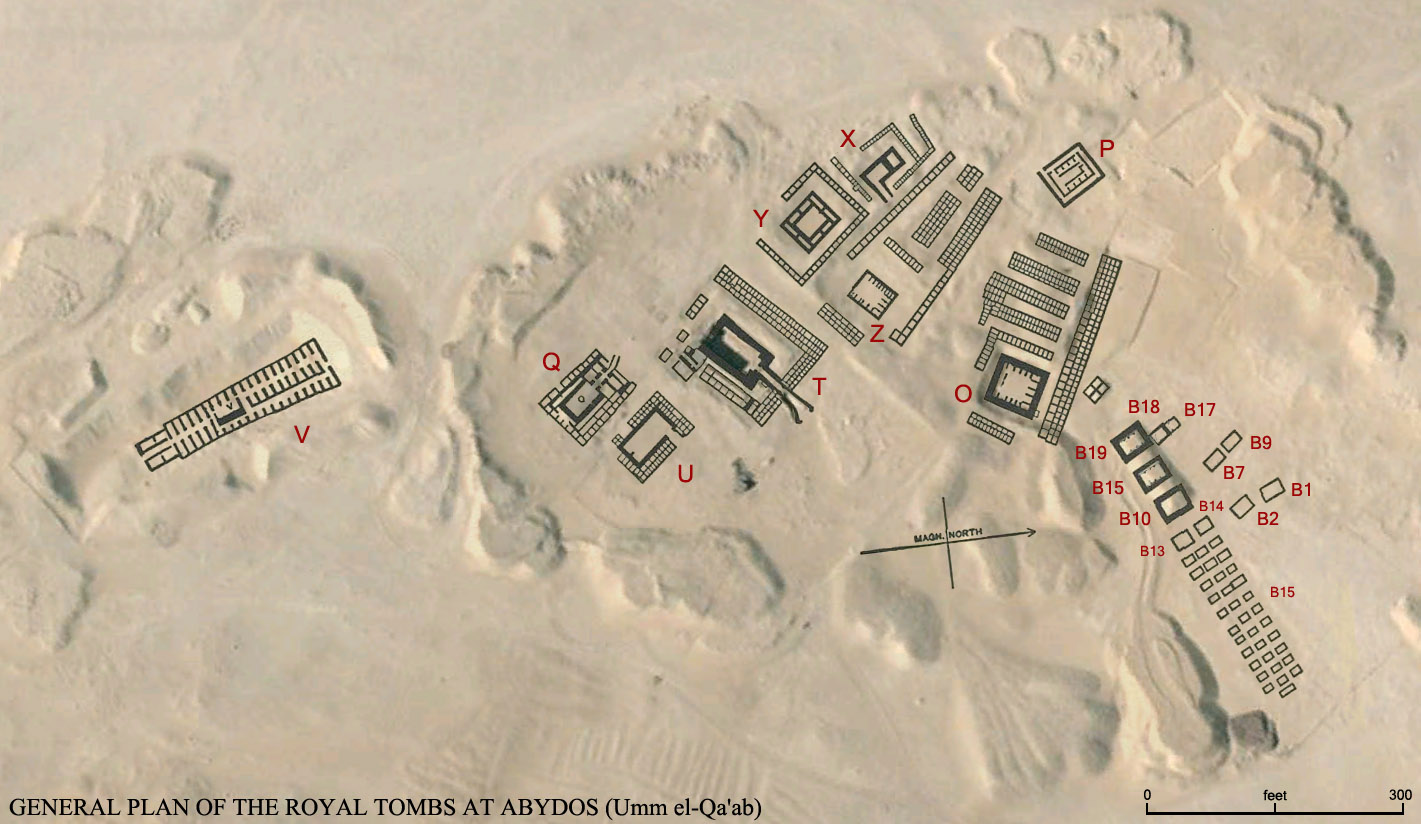
Plan du cimetière B à Abydos.

Le toponyme arabe de Oumm el-Qa'ab désigne un lieu désertique situé à moins de deux kilomètres au sud du Kom es-Sultan. Ce nom signifie la « mère des cruches brisées » en raison des abondants tessons de poterie qui jonchent le sol. Des fouilles archéologiques sont menées dès 1895-1898 par Émile Amélineau, puis en 1899-1900 par Flinders Petrie. Ces recherches ont mis en évidence un important cimetière royal, datant des périodes prédynastique et thinite. Le site a été pillé dès l'Antiquité, mais un échantillon représentatif du contenu d'origine des tombes a été retrouvé. Certaines de ces tombes sont ainsi identifiées aux sépultures des plus anciens pharaons de la période historique.
Les fouilles conduites à partir de 1973 par Günter Dreyer, de l'Institut archéologique allemand, ont fait avancer la compréhension du site. Il apparaît que ce cimetière royal s'est développé dès la période Nagada I. Aussi l'histoire de la nécropole de Oumm el-Qa'ab couvre la majeure partie du quatrième millénaire. Des preuves mettent en évidence la richesse croissante et la complexification de la société durant la fin de la période prédynastique. Un pouvoir politique fort émerge puis culmine sous la forme de la monarchie pharaonique en association avec une administration étatique centralisée (début de la période dynastique, vers 3100 avant notre ère). Dans le cimetière U, des tombes royales datées des périodes Nagada II et Nagada III mettent en avant une société stratifiée et hiérarchisée et l'existence d'un pouvoir royal qui contrôle des ressources économiques considérables. Tirées hors de la plus grande de ces sépulture (tombe U-J datée de la période Nagada IIIa), des étiquettes de poteries sont les plus anciennes preuves de l'utilisation de l'écriture hiéroglyphique égyptienne.
Durant la période thinite, Oumm el-Qa'ab est le lieu d'inhumation des premiers pharaons (cimetière B). Tous les souverains de la Ire dynastie (Iry-Hor, Ka, Narmer, Hor-Aha, Djer, Djet, Merneith (reine), Den, Adjib, Sémerkhet et Qâ), ainsi que deux souverains de la IIe dynastie (Péribsen et Khâsekhemouy) ont été enterrés à Abydos. Ce fait met en évidence la continuité dynastique des rois du prédynastique (Dynastie 0) avec leurs successeurs de la période dynastique. Les tombes royales thinites sont toutefois plus grandes que celles du prédynastique. Typiquement, ces dernières consistent en une chambre funéraire centrale, entourée de salles d'entrepôts d'offrandes et de chambres sépulcrales annexes. Ces tombes sont souterraines avec un petit monticule et des stèles verticales pour marquer leur localisation.

#### Tombe d'Osiris

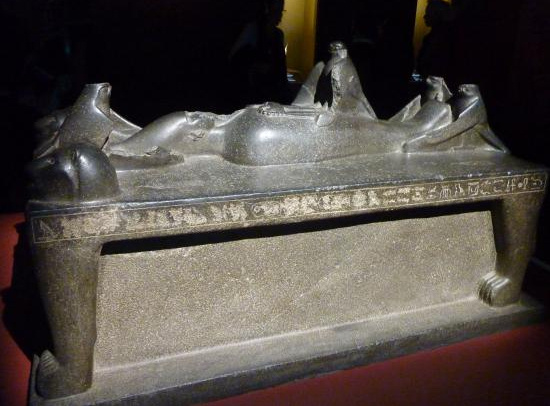
Osiris fécondant Isis - statue en basalte -.

Le lieu d'inhumation des pharaons thinites d’Oumm el-Qa'ab est la principale raison du développement ultérieur de la réputation de sainteté d'Abydos. Dès l'Ancien Empire, Abydos est considérée comme le lieu d'inhumation du dieu Osiris, le souverain de l'Au-delà. À la fin de cette période, Osiris fusionne avec le dieu abydéen Khentyamentyou pour devenir Osiris-Khentyamentyou durant la Première Période intermédiaire. Au début du Moyen Empire, il est attesté que la tombe de Djer est un lieu de pèlerinage en tant que tombeau du dieu Osiris lui-même. Ce fait est attesté par une impressionnante statue en basalte découverte par Émile Amélineau en 1899. Elle représente Osiris couché sur son lit funéraire et fécondant sa compagne Isis transformée en oiseau posée sur son phallus. La statue est dédicacée par le pharaon Khendjer de la XIIIe dynastie et a probablement été utilisée à des fins cultuels jusqu'à la Basse Époque.
D'après la Stèle d'Ikhernofret (XIIe dynastie), il apparaît que chaque année, une procession se déplace depuis le temple d'Osiris-Khentyamentyou afin de raviver le mythe osirien. Les participants rejouent le meurtre du dieu par son frère Seth, ainsi que ses funérailles et sa revivification en tant que souverain du monde des morts. Lors de la procession, une statue d'Osiris est convoyée à bord de la barque sacrée Neshmet, depuis le temple, pour cheminer le long d'un oued désertique afin d'arriver à Oumm el-Qa'ab. Les offrandes présentées à Osiris par les croyants, plus particulièrement sous le Nouvel Empire et les époques ultérieures, ont causé la formation de monticules de poteries qui ont donné au lieu le nom arabe de « mère des cruches ».

### Enceintes funéraires thinites

#### Immenses enclos en briques
(Coordonnées géographiques : 26° 11′ 23″ N, 31° 54′ 30″ E)

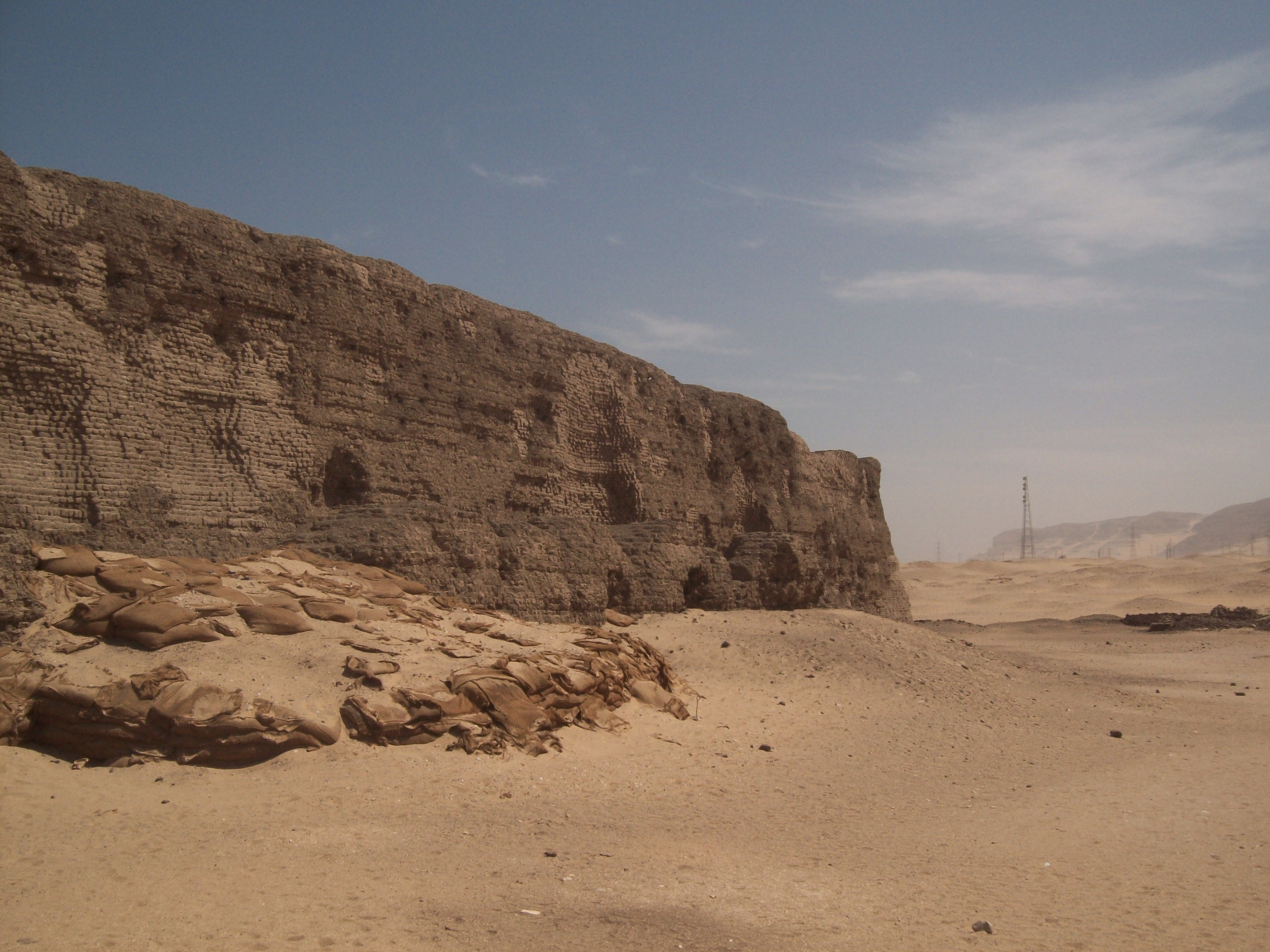
Vestiges de l'enceinte funéraire de Khâsekhemouy - - Abydos.

Durant la période thinite, les tombes royale sont souvent associées à des enceintes funéraires monumentales. Contrairement aux tombes, ces structures closes ne sont pas édifiées à Oumm el-Qa'ab, mais en un lieu adjacent au Kom es-Sultan, sur le bas-plateau, à une distance de deux-cent-cinquante mètres du temple de Khentyamentyou. Après les premières fouilles de Flinders Petrie, ces enclos ont été réexaminés par l'équipe de David O'Connor (à partir de 1986) dans le cadre de l’Abydos Early Dynastic Project.
Une dizaine d'enceintes sont à présent renseignées par l'archéologie. Chacune d'elles se présente comme une large structure architecturale, de forme rectangulaire, en briques d'argile et employant le style de la « façade de palais » (murs à niches). À l'instar des tombes pharaoniques, elles aussi sont entourées par des tombes subsidiaires pour les serviteurs royaux. Le pharaon Aha s'est fait construire trois monuments de ce type ; un pour lui et probablement les autres pour ses deux épouses. Ces trois constructions sont les plus modestes du groupe. La plus grande occupe une surface de seulement 0,07 hectare. Par comparaison, le monument de Djer, son successeur immédiat, s'étend sur 0,52 hectare. Pour cette même Ire dynastie, sont aussi attestées les enceintes du pharaon Djer et de la reine Merneith, une enceinte restée anonyme (0,25 ha) et l'enceinte dite du mastaba occidental. À côté de cette dernière, les fouilles ont permis le dégagement de quatorze barques cérémonielles enfouies dans des fosses.
De la IIe dynastie subsistent les enceintes de Péribsen et Khâsekhemouy. Cette dernière est la plus vaste (1,04 hectare) et la mieux préservée. Elle est connue sous le nom arabe de Shunet el-Zebib « l'entrepôt des raisins ». Ses dimensions sont de 133,5 mètres de long sur 77,5 mètres de large, et la hauteur du mur est de onze mètres. Longtemps considérée comme faisant partie du groupe, l'enceinte antique du village copte de Deir Sitt Damiana ne semble pourtant pas avoir été construite à la même époque, tant la qualité et la taille des briques diffèrent de celles des autres constructions.

#### Hypothèses sur la fonction des enclos

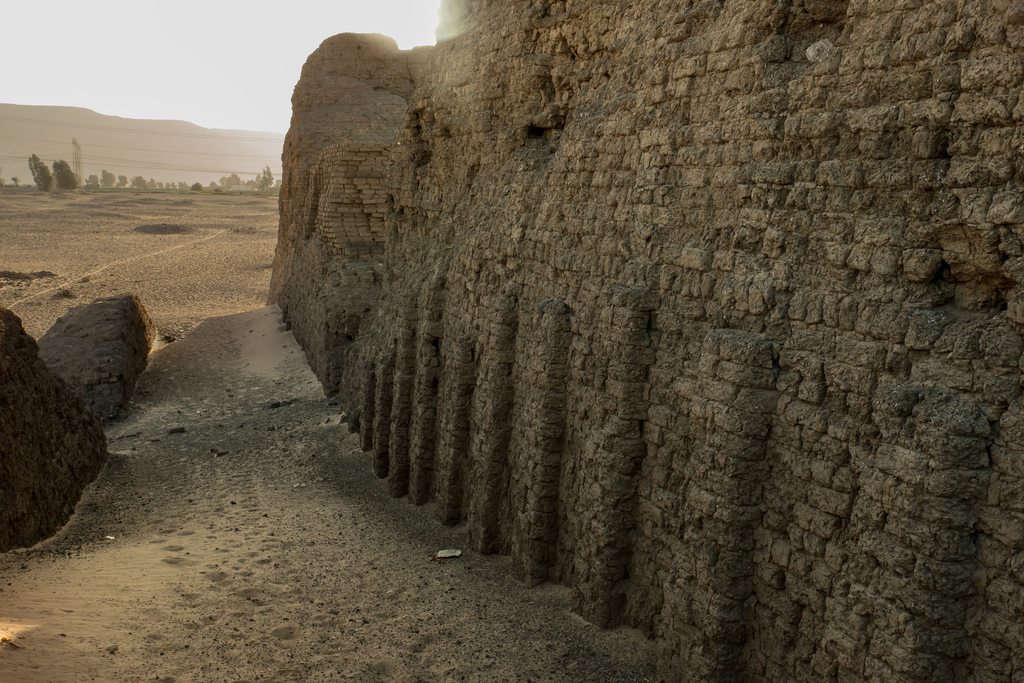
Vestiges de l'enceinte de Khâsekhemouy (mur à redans) - - Abydos.

La fonction des enceintes n'est pas encore connue, mais elles ont probablement joué un rôle rituel ponctuel lors de l'inhumation royale, puis à long terme lors du culte mémoriel. En 1957, Jean-Philippe Lauer proposa d'y voir des imitations d'entrepôts ou de greniers pour les serviteurs inhumés tout autour. En 1966, Barry Kemp pensa qu'il s'agissait de palais funéraires, des lieux de résidence du Ka (énergie vitale) des pharaons défunts,. Cette seconde proposition fait consensus dans le milieu universitaire allemand. Aussi, les égyptologues germanophones n'hésitent pas à désigner le lieu où se trouvent ces enclos sous le terme de Talbezirke, « endroit de la vallée » ; une référence assumée aux temples funéraires de la vallée thébaine du Nouvel Empire, et dont les enclos thinites seraient une préfiguration.
Cependant, d'autres interprétations sont possibles. Dieter Arnold, tout en admettant que ces enclos étaient effectivement destinés aux pharaons défunts, suggéra en 1997 d'y voir des forteresses divines plutôt que des palais royaux. De pareilles enceintes ont aussi été édifiées à Hiérakonpolis et à Héliopolis. Il est possible que des cérémonies annuelles présidées par le pharaon s'y déroulaient. Les statues divines de tout le pays étaient sorties des temples, puis transportées en barque pour être amenées devant le roi. Parallèlement, ces barques convoyaient les prélèvements fiscaux que les provinces devaient à la monarchie centrale. De plus, ces hauts enclos, outre la conservation des richesses monarchiques, servaient peut-être aussi d'arènes lors de rituels sanglants, comme le massacre de prisonniers de guerre ou d'animaux sauvages.

### Cimetières abydéniens

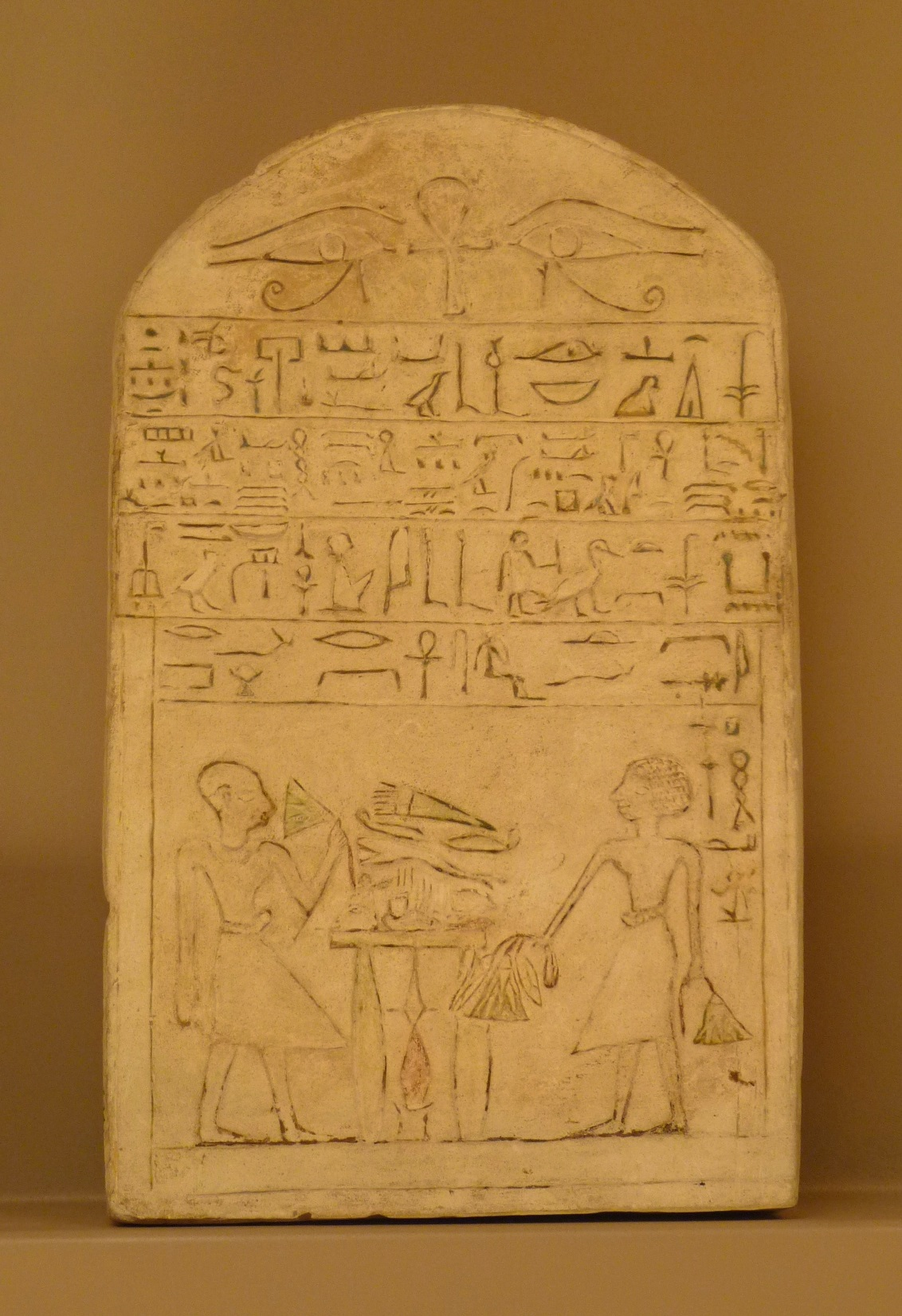
Stèle abydéenne de Bébi - - Museo Civico Archeologico (Bologne).

À partir de la fin de l'Ancien Empire, le temple et le culte d'Osiris-Khentyamentyou favorisent le développement d'importants cimetières, situés immédiatement à l'ouest du Kom es-Sultan et le long de la route processionnelle vers Oumm el-Qa'ab (Cimetière nord et Cimetière central). Plusieurs égyptologues y ont conduit des campagnes de fouilles, dont Auguste Mariette en 1858, John Garstang en 1898-1899, Flinders Petrie avant 1900, Thomas E. Peet entre 1909 et 1913 et Henri Frankfort en 1925-1926.
Les innombrables artéfacts dégagés lors de ces recherches constituent un fond d'objets funéraires très important et remplissent les musées du monde entier. Le cimetière nord se situe près des enceintes funéraires thinites. Il se développe à partir du Moyen Empire, puis durant les périodes suivantes. Une grande zone, associée au culte d'Osiris, est adjacente au côté occidental du Kom es-Sultan. Là, d'importants groupes de tombes et de chapelles votives privées (cénotaphes) sont édifiés à partir du Moyen Empire. Ces chapelles ont pour but d'associer le destin post-mortem du défunt à celui du dieu Osiris. Cette zone est connue par les inscriptions égyptiennes comme étant la « terrasse du grand dieu » (roud en netjer aâ). Cette même zone a livré un nombre important de stèles et de statues ; plus particulièrement durant les fouilles conduites durant la seconde partie du XIXe siècle par Auguste Mariette, Gaston Maspero et l'antiquaire Giovanni Anastasi.
Le cimetière central s'étend au sud de la voie processionnelle et se développe dans les débuts de l'Ancien Empire. Flanquée au nord et au sud par ces deux cimetières, la voie processionnelle est protégée par des décrets pharaoniques afin d’empêcher la prolifération de ces tombes privées. Au Moyen Empire, une série de stèles royales sont érigées au terme de la voie afin de donner une ligne de démarcation au chemin sacré. Plus tard, sous la XVIIIe dynastie, Thoutmôsis III fera construire une chapelle en calcaire, là aussi sans doute pour matérialiser le trajet.

#### Cimetière central
Le cimetière central se développe à partir des Ve et VIe dynasties. Il s'étend sur une haute colline désertique, non loin de l'angle méridional de la cité d'Abydos. Cette nécropole considérable a livré des centaines de tombes privées. Le point le plus élevé est occupé par une série d'importants mastabas, des grandes tombes appartiennent à l'élite de la société égyptienne. Il ne s'agit pas des gouverneurs du nome (qui ont fait le choix de se faire enterrés ailleurs), mais des officiels du gouvernement central, tels les vizirs Ouni et Djaou. La présence de ces tombes suggère la situation privilégiée de la nécropole d'Abydos à cette époque. De plus, les centaines de petites tombes aménagées autour des mastabas reflètent le nombre substantiel d'employés nécessaire à l'édification des tombes de l'élite, mais aussi à l'accomplissement du culte funéraire. Le prestige de ces mastabas s'est longtemps maintenu. Certains ont dans leurs environs des chapelles votives datées du Moyen Empire, mais aussi de grandes tombes de l'époque saïte. En son temps, Auguste Mariette a localisé le mastaba de Ouni. Durant cent-quarante ans, ce monument a été oublié, puis a été redécouvert par l'équipe de Janet Richards (en) à la fin des années 1990.

## Secteur central

### Temple deSéthiIer

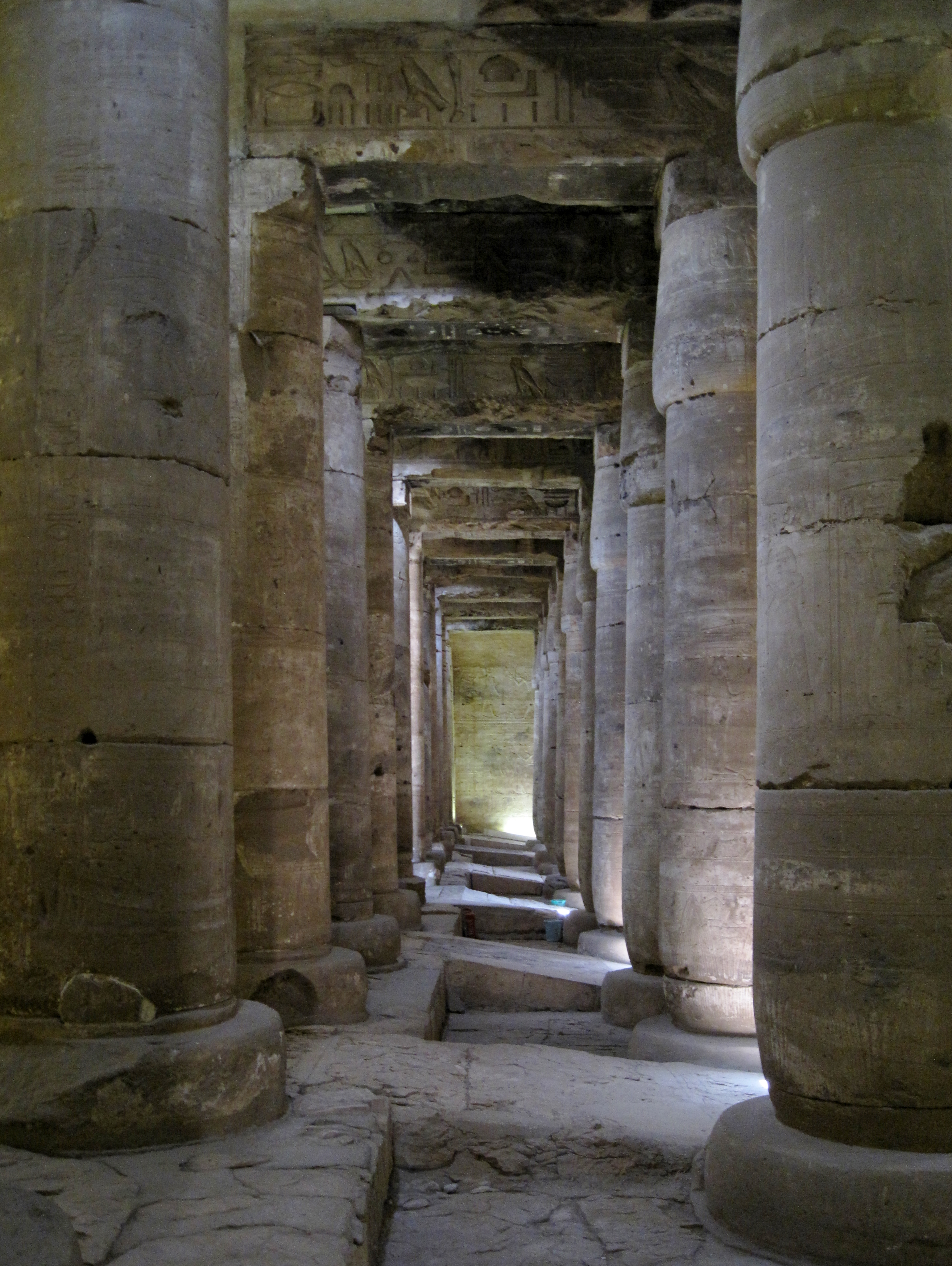
Deuxième salle hypostyle du temple funéraire de Séthi Ier - - Abydos.

Le temple funéraire de Séthi Ier, aussi connu sous le nom actuel de « grand temple d'Abydos », est construit à un kilomètre au sud du Kom es-Sultan, en bordure du village moderne d’El-Araba el-Madfouna. Son nom égyptien est « auguste temple des millions d'années du roi de Haute et Basse-Égypte, Menmâatrê ». Ce temple est l'édifice daté du Nouvel Empire le mieux préservé à Abydos. C'est aussi celui le mieux connu du grand public. Sa spécificité, unique dans l'Égypte ancienne, est son plan en « L » inversé. Les deux cours, les deux salles hypostyles et la plupart des sanctuaires (sept chapelles) se succèdent selon un axe nord-est/sud-ouest, tandis que les salles consacrées aux barques et à la préparation des offrandes s'organisent dans une aile édifiée au sud-est du temple. Les sept sanctuaires sont voués aux cultes de Séthi Ier, Ptah, Rê-Horakhty, Amon-Rê, Osiris, Isis et Horus. Le premier sanctuaire, dédié au roi lui-même, célèbre sa déification en tant que souverain mort ayant atteint l'éternité.
Une autre particularité du temple est le complexe osirien situé tout au fond, derrière les sept chapelles et accessible uniquement par la chapelle d'Osiris.
Dans l'aile, le mur d'un long couloir comporte la liste des prédécesseurs de Séthi Ier sur le trône. Cette liste, connue sous le nom de « table d'Abydos », recense les noms de soixante-quinze pharaons inscrits dans des cartouches. Le temple, construit en calcaire, est placé dans une enceinte de briques d'argile (230 × 280 m) dont certains tronçons sont encore perceptibles. Dans le coin formé par le « L » inversé se distinguent les vestiges d'un pseudo-palais bordé par d'imposants entrepôts.
Malgré le bon état de conservation du temple, certaines parties sont réduites à peu de chose, comme les éléments architecturaux des deux cours ; notamment le pylône et le premier portique. Le temple est l'exemple le plus spectaculaire de l’intérêt royal porté envers Abydos et Osiris. Le message spirituel de l'édifice est complexe et reflète une théologie où le roi mort est totalement assimilé à Osiris. Le temple de Séthi n'a pas vocation à éclipser le temple abydénien d'Osiris-Khentyamentyou (il s'agit d'un temple royal et non pas d'un temple divin), mais plutôt de fonctionner en complémentarité avec lui lors des mystères annuels. Le message exprimé par la décoration pariétale est que le souverain, de son vivant, fut le zélé serviteur d'Osiris et, qu'une fois mort, totalement assimilé à Osiris, il est le souverain du cosmos duquel dépendent toutes les autres divinités.

### Osiréion

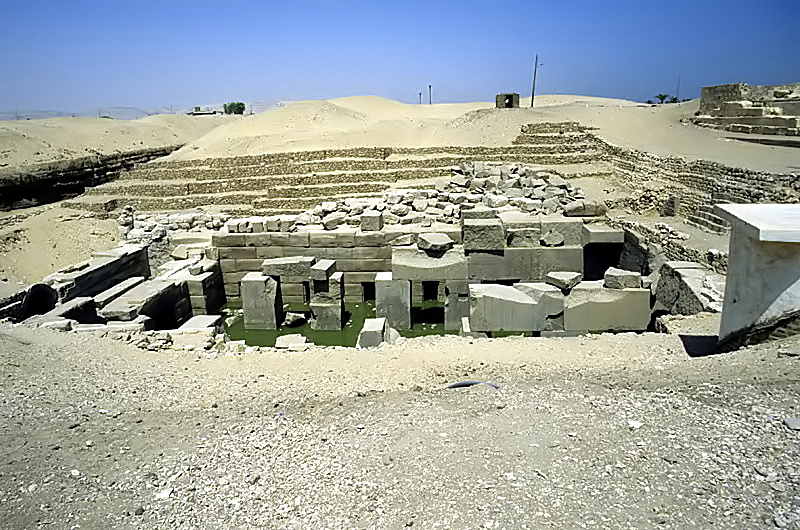
Vestiges de l'Osiréion - - Abydos.

Situé dans l'enceinte et derrière le temple funéraire de Séthi Ier, l'Osiréion est une structure architecturale souterraine imaginée comme la tombe symbolique ou un cénotaphe du dieu Osiris. Ce monument a été fouillé en 1902-1903 par Margaret Murray en collaboration avec Flinders Petrie. Un ostracon découvert in-situ lui donne le nom de « bénéfique est Menmâatrê à Osiris ».
La structure, aujourd'hui éventrée et inondée, présente une salle centrale encadrée par deux vestibules. L'entrée, située au nord-ouest est accessible par un corridor souterrain long de quatre-vingts mètres. Il est généralement avancé que dans son état initial, la structure devait être recouverte par une colline artificielle, image de la butte primordiale émergeant hors du Noun lors de la Création. On peut cependant aussi imaginer une enceinte archaïque à redans, comme l'a fait Claude Traunecker, en établissant un parallèle avec le cénotaphe osirien situé au cœur de la gigantesque tombe de Padiamenopé (TT33),.
La chambre principale contient une plateforme centrale, encadrée par dix piliers monolithiques en granite rouge. Ces derniers devaient sans doute supporter une voûte. La plateforme est entourée par des canaux inondables et est accessible par deux escaliers. Ceci fait que la plateforme évoque une île. Comme le niveau de la nappe phréatique a monté, tout l'intérieur de l’Osiréion est aujourd'hui inondé et inaccessible au public. L'architecture est intentionnellement archaïsante et imite l'architecture monolithique de la IVe dynastie. Ceci devait sans doute fournir une structure funéraire appropriée pour Osiris. La décoration, inachevée, reprend des passages du livre des morts, des litanies de Rê, du livre des cavernes, du livre des porteset du livre du jour.

### Temple deRamsèsII
(Coordonnées géographiques : 26° 11′ 11″ N, 31° 54′ 59″ E)

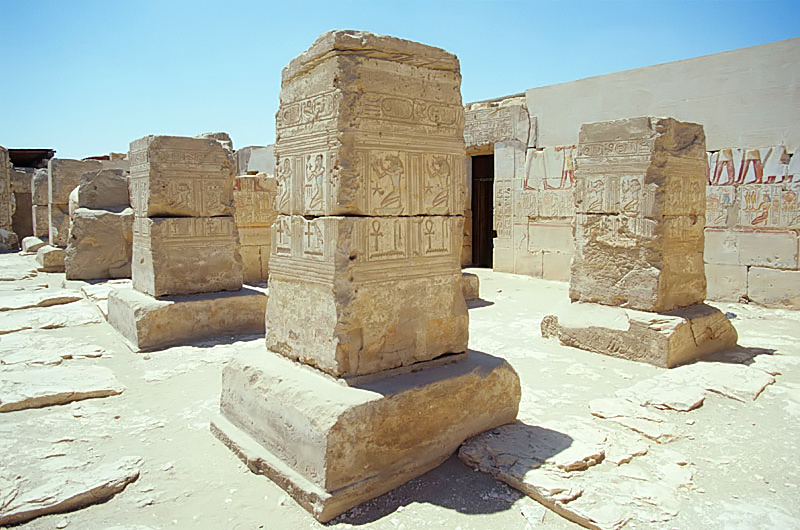
Vestiges de la deuxième salle hypostyle du temple de Ramsès II.

Le temple funéraire de Ramsès II est situé à environ trois-cents mètres au nord de celui de Séthi Ier. Les inscriptions le nomment « temple de Ramsès-Méryamon qui est associé au nome de Ta-Our » et « temple des millions d'années qui est en Abydos ». Ensablé, il fut partiellement dégagé par Auguste Mariette, qui fit en 1880 une première description. L'édifice fut entièrement désensablé dans les années 1970 par l'équipe de Klaus Peter Kuhlmann.
Le temple n'est pas totalement préservé, car il a perdu le haut de ses murs. Les parties basses laissent toutefois voir une décoration des plus remarquables. La pierre calcaire, d'une fine qualité, est sculptée avec soin et les reliefs sont rehaussés par des couleurs assez bien conservées. Son architecture est classique et son plan suit ceux des temples funéraires thébains. Un premier pylône, détruit, précède une grande cour, puis un second pylône est suivi d'une cour à piliers (péristyle). Après un portique, deux salles hypostyles sont entourées de salles annexes. Elles précèdent un sanctuaire composé de trois chapelles, la chapelle centrale étant consacrée à Osiris. Dès 1818, l'explorateur William John Bankes découvrit dans les vestiges une liste royale, qu'il fit transporter en Angleterre et qui est exposée au British Museum depuis 1837. À l'instar du temple paternel, le temple de Ramsès II participe aux festivités abydéennes en l'honneur d'Osiris. Lors d'une procession, un reliquaire contenant la tête du dieu et des barques sacrées sont portées afin de leur présenter des offrandes.

## Secteur sud

### Complexe funéraire deSésostrisIII
(Coordonnées géographiques : 26° 10′ 17″ N, 31° 55′ 27″ E)

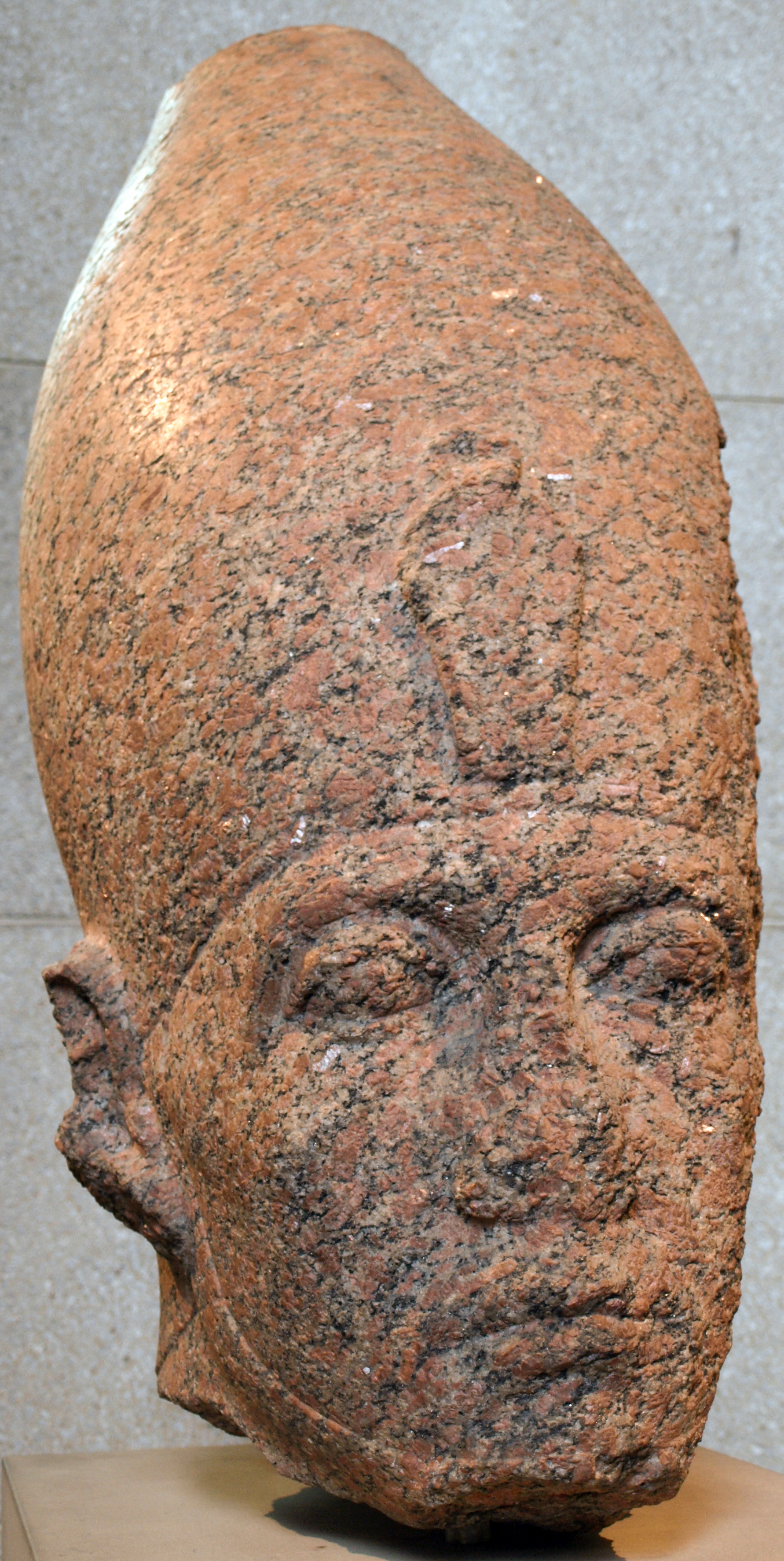
Tête de Sésostris III trouvée en Abydos - British Museum.

Durant le Moyen Empire, Abydos s'étend vers le Sud avec la construction du complexe funéraire de Sésostris III (XIIe dynastie). Situé à 2,4 km du temple d'Osiris, il prend place entre les falaises du désert et les terres cultivables de la plaine alluviale. Il se compose de deux éléments architecturaux distants de sept-cents mètres : une tombe souterraine et un temple funéraire. Le culte en l'honneur du pharaon se maintient durant tout le Moyen Empire et cesse au cours de la Deuxième Période intermédiaire. La découverte du complexe remonte à 1899, lorsque David Randall-MacIver mit au jour le temple funéraire près de la zone agricole. En 1902, Arthur Weigall l'associa à un enclos de briques en forme de « T » qui se trouvait près des falaises. Des aménagements souterrains y sont détectés, puis fouillés en 1903 par Charles Trick Currelly. Dans les années 1990-2010, de nouvelles fouilles conduites par Josef W. Wegner ont permis de mieux appréhender ce complexe.
L'enclos de la tombe forme une vaste esplanade d'une surface d'environ 18 000 m2. Son mur en briques crues est épais de 2,5 m et certaines parties sont préservées sur trois mètres de hauteur. Dans la partie arrière de cet enclos s'ouvre une galerie souterraine, longue de cent-soixante-dix mètres et creusée à vingt-cinq mètres de profondeur. Il s'agit de la plus grande tombe royale du Moyen Empire, et aussi du premier exemple d'une tombe délibérément cachée. Aucune superstructure (de type pyramidal ou autre) ne vient la recouvrir et il est possible que l'entrée ait été dissimulée par des gravats. Toutefois, à l'arrière de l'entrée, s'élève une colline naturelle de forme vaguement symétrique et pyramidale, la « montagne d'Anubis ». Le culte mémoriel ne se déroule pas près de la tombe, mais dans le temple funéraire situé dans la vallée, le Nefer-Ka ou « Ka parfait ». Ce bâtiment est à présent entièrement rasé. Construit en calcaire, il comprenait plusieurs salles cultuelles et une cour péristyle ; il s'intégrait dans une structure plus vaste en briques crues avec des entrepôts de stockage et des habitations.

### Ouah-Sout (ville des prêtres)
Le complexe funéraire de Sésostris III est complété par une ville destinée à loger les prêtres et tout le personnel du culte funéraire. Grâce à des empreintes de sceaux, le complexe royal et sa ville sont connus par leur nom égyptien de Ouah Sout Khâkaouré maâ kherou en Abdjou, c'est-à-dire « durables sont les fondations de Khâkaourê, justifié, en Abydos ». Le site urbain a été planifié par l'État et mis en œuvre par les architectes royaux contemporains à l'établissement du temple. Le temple et la ville sont séparés de trois-cents mètres, et l'espace entre les deux a sans doute été occupé par des installations agricoles, artisanales et des lieux de stockage. Comme la ville de Lahoun du complexe pyramidal de Sésostris II, Ouah-Sout est organisée selon un plan orthogonal (d'environ 400 × 400 m). Les rues sont rectilignes et se coupent à angle droit. Cependant et contrairement à Lahoun, Ouah-Sout ne s'est pas abritée derrière un mur d'enceinte. Les quartiers ont des dimensions standardisées de cent coudées de long, tandis que les rues sont larges de cinq coudées. Les maisons sont des logements de fonction et correspondent aux besoins d'une administration permanente. Seul le quartier des élites est mentionné par l'archéologie, car les logements des personnels subalternes restent encore à être découvrir. Le per-haty, ou villa du gouverneur, est la plus grande structure (53 × 85 m). Elle prend l'aspect d'un palais, à la fois résidentiel et administratif, avec une résidence centrale, des halls à colonnes et des cours. Adjacents à ce palais gouvernoral, au moins vingt-quatre autres grands logements ont été recensés (28 × 32 m). Disposés en blocs de quatre, chacun d'eux se compose d'une résidence centrale et d'une cour à colonnes tournée vers le nord.
Le culte de Sésostris III cesse vers la fin de la XIIIe dynastie. Cependant la ville continue à exister. L'archéologie indique que la ville est toujours occupée au début du Nouvel Empire. Des sceaux mentionnant des noms royaux datés de la XIIIe dynastie ont été découverts à Ouah-Sout. Parmi eux, apparaît le nom du pharaon Merneferrê Aÿ, considéré comme le dernier souverain de cette dynastie à avoir entrepris des activités architecturales en Haute et Basse-Égypte avant la partition du royaume en plusieurs entités politiques distinctes. Un autre sceau mentionne le nom d'un pharaon de la XVIIe dynastie. Cette indication tend à prouver que la ville est toujours en activité au cours de la Deuxième Période intermédiaire. Cette preuve est, en outre, corroborée par des poteries et des sources écrites. Une grande quantité de tessons datant de la Deuxième Période intermédiaire et du début du Nouvel Empire ont été découverts dans les vestiges de certains logements. De plus, dans la tombe thébaine du vizir Rekhmirê (règne de Thoutmôsis III), le nom de Ouah-Sout est mentionné comme faisant partie des villes devant payer des taxes au gouverneur de Thèbes.

### Nécropole royale postérieure
Au cours de la XIIIe dynastie puis au cours de la Deuxième Période intermédiaire, une nécropole se développa au nord du complexe funéraire de Sésostris III. En premier lieu, deux tombes, les plus imposantes et découvertes dès les fouilles archéologiques de 1901-1902, sont datées de la XIIIe dynastie : il s'agit des tombes S9 et S10 ; l'attribution de ces deux tombes n'est pas certaine, les hypothèses actuelles penchant vers les rois Khâsekhemrê Neferhotep et Khâneferrê Sobekhotep respectivement. Un mur d'enclos inachevé, situé à proximité des ces deux tombes, devait appartenir à une troisième tombe, que Josef Wegner propose d'attribuer à Sahathor, roi éphémère de la XIIIe dynastie et frère des deux précédents.
À côté de ces deux tombes, plusieurs tombes ont également été découvertes et sont datées de la Deuxième Période intermédiaire : il s'agit de huit tombes numérotées CS4 à CS11, et trois puits funéraires numérotés CS12 à CS14. L'ensemble de ces tombes et puits funéraires, à l'exception de la tombe CS9, se trouvent à l'intérieur de l'enclos inachevé ; la tombe CS9 se trouve à proximité immédiate de la tombe S10. Toutes ces tombes, pillées, ont perdu les éléments permettant d'identifier leurs royaux propriétaires excepté la tombe CS9 dans laquelle a été enterré Ouseribrê Senebkay. Il y a débat parmi les égyptologues pour savoir si cette nécropole est celle d'une dynastie d'Abydos locale, comme le suggère le fouilleur de la nécropole Josef Wegner, ou bien celle de rois de la XVIe dynastie, comme le suggère Julien Siesse.

### Complexe pyramidal d'AhmôsisIer
(Coordonnées géographiques : 26° 10′ 30″ N, 31° 56′ 16″ E)

Schéma du complexe pyramidal d'Ahmôsis.

À quelque huit-cents mètres, au sud-est du complexe de Sésostris III, s'élèvent les vestiges du complexe pyramidal d'Ahmôsis Ier, le fondateur de la XVIIIe dynastie. Le complexe, connu sous le nom de Khâ-Menou « Apparition du mémorial », comprend quatre éléments architecturaux différents distribués le long d'un axe vertical compris entre les falaises du désert et la plaine alluviale. L'ensemble a été fouillé pour la première fois par Arthur Mace et Charles Currely entre 1899 et 1902, puis par Stephen Harvey en 1993, 1996 et 2002.
Le premier élément est la pyramide érigée aux abords des cultures. Selon les connaissances actuelles, il s'agit de la dernière pyramide royale construite en Égypte. La pyramide d'Ahmôsis n'a pas résisté à l'épreuve du temps, car de conception médiocre : un remblai sablonneux recouvert d'un parement en calcaire. Il ne reste de l'édifice plus qu'un amas informe, haut d'une dizaine de mètres de haut pour une élévation initiale estimée à 49,5 m. Placé directement devant la pyramide, le temple funéraire est entièrement rasé (57 × 48 m). Il était précédé d'une cour rectangulaire (29,5 × 13,5 m) ouverte par un épais pylône. L'ensemble devait être richement décoré, au vu de nombreux fragments peints retrouvés sur le site (scènes de batailles, ciel étoilé). Les restes d'un petit monument consacré à la reine Ahmès-Néfertary ont aussi été remarqués.
Tout à l'opposé, le deuxième élément architectural est un temple en terrasses érigé en bordure d'une colline désertique. Long de cent-quatre mètres, le temple en calcaire a été détruit par les chaufourniers et il ne reste plus que ses fondations. Sa fonction précise est inconnue. Devant ce temple est situé le troisième élément, une longue tombe souterraine et courbe, accessible par un profond puits circulaire et, à mi-longueur, disposant d'une salle à dix-huit piliers. Le quatrième élément est situé à mi-chemin entre la pyramide et le temple-terrasse. Il s'agit d'un petit édifice érigé en l'honneur de Tétishéri, la grand-mère du pharaon. Le complexe cultuel est desservi par des prêtres logés dans une petite cité de plan orthogonal localisée à l'ouest de la pyramide, près de Ouah-Sout, la cité de Sésostris. Aucun mobilier funéraire et restes humains n'ayant été découverts dans la tombe, il est peu probable qu'Ahmôsis fut inhumé à Abydos. Le complexe aurait alors eu la valeur d'un cénotaphe dans le domaine abydénien d'Osiris.